# Eagles (rugby a 15)
I South Western Districts Eagles o, più semplicemente, Eagles sono un club sudafricano di rugby a 15 che partecipa annualmente alla Currie Cup e al Rugby Challenge sudafricano. La squadra rappresenta la regione est della provincia del Capo Occidentale e disputa le proprie gare interne all'Outeniqua Park di George, città sede del club.

## Storia
La South Western Districts Rugby Football Union venne fondata nel 1899; inizialmente, gli incontri casalinghi venivano disputati a Mossel Bay, Oudtshoorn, e George, ma nel 1996 la Federazione fece dell'Outeniqua Park di George la sua casa.
Il club non ha mai vinto la Currie Cup, ma negli anni hanno vinto altre competizioni, quali: la Bankfin Cup 2002 e le edizioni 2007 e 2018 di Currie Cup First Division; gli Eagles hanno anche raggiunto le semifinali di Currie Cup nella stagione 1999, anno del centenario dalla nascita della Federazione, sotto la guida tecnica di Heyneke Meyer.
La South Western Districts RFU ha ospitato per molti anni il torneo delle South Africa Sevens, facente parte del circuito internazionale delle Sevens World Series, dall'edizione 2002 a quella 2010.